# Rezerwat przyrody Napoleonów
Rezerwat przyrody Napoleonów – leśny rezerwat przyrody w obrębie kompleksu leśnego położonego w sąsiedztwie wsi Niewiesz, Ułany i Zakrzew w gminie Poddębice, powiecie poddębickim (województwo łódzkie). Jest położony przy drodze krajowej nr 72, na odcinku Poddębice – Uniejów, naprzeciwko parkingu leśnego. Rezerwat znajduje się na terenie Nadleśnictwa Poddębice.
Powierzchnia rezerwatu wynosi 37,99 ha (akt powołujący podawał 38,63 ha).
Rezerwat Napoleonów (czasem zwany „Dąbrową Napoleonów”) został utworzony w celu ochrony zespołu dąbrowy świetlistej w wieku ok. 100 lat oraz boru mieszanego z bujnym runem, w którym występuje wiele gatunków roślin rzadkich i chronionych, w tym m.in.: orlica pospolita, naparstnica zwyczajna i trzmielina brodawkowata. Można zaobserwować tam wiele ciekawych gatunków zwierząt.